# Paiute du Nord
Le paiute du Nord  (ou paviotso) est une langue uto-aztèque de la branche des langues numiques parlée aux États-Unis, par des groupes de Paiutes dispersés en Nevada, Californie, Idaho, et Oregon.
Le paiute est proche du mono.

## Phonologie
Les tableaux présentent les phonèmes du dialecte de Fort McDermitt, au Nevada.

### Voyelles
|         | Antérieure    | Centrale      | Postérieure   |
| ------- | ------------- | ------------- | ------------- |
| Fermée  | i [i] ii [iː] | e [ɨ] ee [ɨː] | u [u] uu [uː] |
| Moyenne |               |               | o [o] oo [oː] |
| Ouverte |               | a [a] aa [aː] |               |

### Consonnes
|               |               | Bilabiale     | Dentale       | Palatale | Vélaire         | Glottale |
| ------------- | ------------- | ------------- | ------------- | -------- | --------------- | -------- |
| Occlusives    | Sourdes       | p [p]         | t [t]         |          | k [k] kw [kʷ]   | ʔ [ʔ]    |
| Occlusives    | Sonores       | b [b]         | d [d]         |          | g [g] gw [gʷ]   |          |
| Fricatives    | Fricatives    |               | s [s] z [z]   |          |                 | h [h]    |
| Affriquées    | Affriquées    |               | c [t͡s] ʒ [d͡z] | j [d͡ʒ]   |                 |          |
| Nasales       | Nasales       | m [m] mm [mː] | n [n] nn [nː] |          | ng [ŋ] ngg [ŋː] |          |
| Semi-voyelles | Semi-voyelles | w [w]         |               | y [j]    |                 |          |